# Listado de nombres procariotas con posición en nomenclatura
El listado de nombres procariotas con posición en nomenclatura (en inglés List of Prokaryotic names with Standing in Nomenclature, abreviado LPSN) es una base de datos en línea que mantiene y proporciona los nombres correctos de los organismos procariotas de acuerdo con el Código Internacional de Nomenclatura de Procariotas (o Código Bacteriológico). J. P. Euzéby fue el encargado de revisarla entre 1997 y junio de 2013. Desde entonces es revisada por Aidan C. Parte.
LPNS actualiza la taxonomía de bacterias y arqueas por medio de la revista International Journal of Systematic and Evolutionary Microbiology (IJSB/IJSEM). Se aloja en los servidores de gandi.net.
El sitio web, además de mantener un registro de la taxonomía actual de las procariotas, tiene varias referencias que explican los estándares mínimos para la descripción de nuevos taxones, acalaraciones sobre la gramática latina y griego y una lista exhaustiva de colecciones de cultivos de procariotas de todo el mundo y otros.